# Władisław Troszyn
Władisław Wiaczesławowicz Troszyn, ros. Владислав Вячеславович Трошин (ur. 1 listopada 1993 w Baku) – rosyjski hokeista.

## Kariera
- Rieaktor Niżniekamsk (2009-2012)
- MHK Klin / Titan Klin (2012-2013)
- Rieaktor Niżniekamsk (2013)
- Biełyje Tigry Orenburg (2013-2014)
- HK Lida (2014-2015)
- Debreceni HK (2015-2016)
- Polonia Bytom (2016)
- GKS Katowice (2016-2017)
- CSK WWS Samara (2017)
- Nesta Mires Toruń (2018-2019)
- Humo Taszkent (2019)
- Humo 2 Taszkent (2019-2020)

Wychowanek Nieftiechimika Niżniekamsk. Występował w rosyjskich rozgrywkach juniorskich MHL i MHL-B oraz w lidze WHL. Od 2014 zawodnik drużyny HK Lida w rozgrywkach białoruskiej ekstraligi. Od 2016 zawodnik węgierskiej drużyny Debreceni HK w rozgrywkach MOL Liga. Od końca sierpnia do października 2016 zawodnik Polonii Bytom w rozgrywkach Polskiej Hokej Ligi. Od połowy października 2016 zawodnik GKS Katowice, od listopada 2016 związany stałym kontraktem. Po sezonie 2016/2017 odszedł z klubu. W drugiej połowie 2017 był zawodnikiem CSK WWS Samara. W styczniu 2018 został zawodnikiem Nesty Toruń. W rozegranych na początku 2019 mistrzostwach Uzbekistanu grał w tamtejszym zespole Humo Taszkent (jego drużyna Humo odpadła w półfinale). W połowie 2019 trafił do składu drużyny rezerwowej klubu, która w sezonie 2019/2020 uczestniczyła w rozgrywkach ligi kazachskiej.

## Sukcesy
Klubowe
- Złoty medal I ligi: 2018 z Nestą Mires Toruń

Indywidualne
- I liga polska w hokeju na lodzie (2017/2018)[18]
  - Czwarte miejsce w klasyfikacji strzelców w fazie-play-off: 9 goli
  - Trzecie miejsce w klasyfikacji asystentów w fazie-play-off: 13 asyst
  - Trzecie miejsce w klasyfikacji kanadyjskiej w fazie-play-off: 22 punkty